# Emma Hardy (femme politique)
Emma Ann Hardy, née le 17 juillet 1979 à North Newbald, est une femme politique britannique, membre du Parti travailliste.
Elle est élue députée de Kingston upon Hull West et Hessle lors des élections générales de 2017.
Jusqu'en mai 2019, elle est également membre du conseil municipal de Hessle spécialisé dans le NHS et l'éducation. Elle est membre du National Policy Forum travailliste et une ancienne employée du syndicat de l'éducation.
Depuis juillet 2024, elle est sous-secrétaire d'État parlementaire à l'Eau et aux Inondations dans le gouvernement de Keir Starmer.

## Jeunesse et éducation
Emma Hardy est née et grandit à North Newbald, Humberside, à quelques kilomètres des circonscriptions de Kingston upon Hull West et Hessle qu'elle représente maintenant au Parlement. Elle fréquente le Wyke Sixth Form College avant d'étudier un premier cycle en politique à l'Université de Liverpool, obtenant son diplôme en 2001. Elle termine ensuite un PGCE à l'Université de Leeds en 2004 et enseigne pendant plus de dix ans à l'école primaire Willerby Carr Lane.
Elle entre en politique en 2011, après avoir rejoint une campagne de protestation contre les coupes dans les budgets scolaires et rencontré Alan Johnson, alors député de Kingston upon Hull West et Hessle. Elle quitte l'enseignement en 2015 pour devenir permanente du Syndicat national des enseignants et est secrétaire générale adjointe de la Socialist Educational Association avant d'être élue au Parlement.

## Carrière parlementaire
Elle est sélectionnée comme candidate parlementaire du Parti travailliste pour Kingston upon Hull West et Hessle après que le député d'alors, Alan Johnson, ait annoncé sa retraite quelques semaines avant les Élections générales britanniques de 2017. Elle est l'une des 256 candidates présentées par le Parti travailliste lors de cette sélection et est élue le 9 juin 2017, avec une majorité de 8 025 voix.
Depuis son élection, elle siège au Comité spécial de l'éducation de la Chambre des communes. Là, elle met le gouvernement au défi d'interdire les exclusions informelles, exprime son soutien à l'enseignement de l'oralité (maîtrise de la communication orale) et défend les avantages d'un large programme d'études qui comprend les arts, la musique et les sports. En septembre 2018, elle commence à travailler en étroite collaboration avec l'organisme de bienfaisance pour la santé des femmes Endometriosis UK afin de faire en sorte que le «bien-être menstruel» soit inclus dans l'éducation sexuelle et relationnelle dans les écoles. Le 25 février 2019, le gouvernement britannique annonce que le bien-être menstruel serait inclus dans le programme à l'avenir .
Depuis 2017, elle est également secrétaire privé parlementaire du député Keir Starmer, Secrétaire d'État à la Sortie de l'Union européenne du cabinet fantôme. Elle devient sous-secrétaire d’État au département de l'Environnement et des Affaires rurales dans le gouvernement Starmer, le 9 juillet 2024.